# Tahoua II
Tahoua II ist eines der beiden Arrondissements der Stadt Tahoua in Niger.

## Geographie
Tahoua II nimmt die westliche Hälfte des Stadtgebiets ein. Das Arrondissement ist in zwölf Stadtviertel sowie ein ländliches Gebiet mit sieben Dörfern und 56 Weilern gegliedert.
Stadtviertel:
- Bilbis
- Camp de Garde
- Garkawa
- Guében Zogui
- Koufan Tahoua
- Koweït
- Tchimitaou
- Toudou Morey
- Toudoun Adoum
- Tsamawa
- Tsimitao
- Wadata

Dörfer:
- Akora Jankarhi
- Bakin Dabagui Boukou
- Bakin Dabagui Elbakass
- Bouloum
- Concorbeye Peulh
- Tagueye Peulh
- Toudoun Adounhou

Weiler:
- Abala
- Adambaza
- Adaye
- Akwarine Mogarawa
- Aloulawa
- Amaddoukkou
- Assara Agatta
- Assara Wourto
- Atona
- Bakin Dabagui Dan Marké
- Bakin Dabagui Illiass
- Bakin Dabagui Tajika
- Bayan Toudouni
- Daoula
- Er Adoua
- Garin Alou
- Garin Andou
- Garin Dan Guingawa
- Garin Hamza
- Garin Massalatchi
- Garin Sarki
- Garin Toudou
- Guidan Daka
- Guidané
- Hoska Dan Hom
- Kalgo
- Kawassa
- Kolantché
- Koudougou
- Lohakkan
- Lougou
- Mada Gao
- Magariawa
- Majéma
- Mandara
- Rafin Kalgo
- Raya
- Raya Sabon Gari
- Sabon Sara Oha
- Sanfada
- Tagarara
- Talabé
- Tanouar
- Timdim
- Toudoun Doki
- Toudoun Kiara Bougage
- Toudoun Kiara Haoussa
- Toulkou Anza
- Tsagalandam
- Tsangalandam
- Tsanganak Koura
- Tsarkaka
- Tsouroumni
- Wourtila
- Zingaram
- Zongo Bouzaye[1]

## Geschichte
Die Verwaltungseinheit Tahoua II wurde 2002 als Stadtgemeinde (commune urbaine) gegründet, als die Stadt Tahoua in einen Gemeindeverbund (communauté urbaine) aus zwei Stadtgemeinden umgewandelt wurde. Im Jahr 2010 gingen aus den Stadtgemeinden Tahouas die beiden Arrondissements hervor.

## Bevölkerung
Bei der Volkszählung 2012 hatte Tahoua II 95.929 Einwohner, die in 14.679 Haushalten lebten. Bei der Volkszählung 2001 betrug die Einwohnerzahl 53.110 in 8498 Haushalten.

## Politik
Der Bezirksrat (conseil d’arrondissement) hat 14 Mitglieder. Mit den Kommunalwahlen 2020 sind die Sitze im Bezirksrat wie folgt verteilt: 8 PNDS-Tarayya, 4 ADN-Fusaha, 1 MODEN-FA Lumana Africa und 1 MPR-Jamhuriya.